# 伝説上の大陸
伝説上の大陸（でんせつじょうのたいりく）では、今日では一般的に伝説と見なされている過去の記録に登場する大陸、およびかつて仮説として提案されていたが今日の科学知見によって否定された架空の大陸のことについて記す。さまざまなタイプがあり、また、さまざまな物語が付与されている。伝説上の大陸の上に、古代四大文明の以前にあった高度な超古代文明が栄えていたとする物語が典型的なタイプである。
伝説上の大陸を信じる者には、伝説などを手がかりに実在の証拠を見つけようと試みている者や、考古学・地質学、地球科学的な成果により既知の文明や文化に比定しようとする者もいる。

## 伝説の大陸一覧

### アトランティス大陸
所在
- 大西洋説
- 地中海説
- アメリカ大陸説

出典
『ティマイオス』、『クリティアス』 - ともに古代ギリシアの哲学者プラトンの著作
存在した時期
紀元前9000年以前
世間の認識
「又聞きだったために、プラトンが年代や大きさを一桁間違えていた」として、地中海の火山島（サントリーニ島）の噴火のことだとする説がある。
また、「暦の違いにより、年代算出方法が異なる」ことや、近年の地質学的知見を元に、マルタ島の古代の巨石文明に比定する説も現れた。
備考
古代、中世、近代と、知識人の関心を最も集めた伝説の大陸。
強力な軍隊を持ち、侵略戦争を繰り広げていたが、アテナイをリーダーとした都市国家群に敗北した。のちの偽史では「超文明が栄えていた」とされる。

### パシフィス大陸
所在
太平洋中央一帯
出典
ポリネシア一帯の文化の共通性を説明するため、1920年代に英国とロシアの学者がそれぞれ別個に唱えた。
存在時期
不明
世間の認識
地質学の発達や当時の航海技術の解明により、存在には否定的。

### ムー大陸
所在
太平洋中央一帯
出典
イギリス陸軍大佐を詐称したアメリカの作家、ジェームズ・チャーチワードが『失われたムー大陸』（1926年、1931年）以下の一連の著書の中で、インドとメキシコで見つかった2書類のタブレットを解読したとして、ムー大陸と呼ばれたレムリア大陸が実在し、１万2000年前に一夜にして海中に没したと主張した。チャーチワードは、ムー大陸では約5万年前に超古代文明が栄え、太陽神を崇拝するラーとよばれる帝王がおり、ウイグル帝国、ナイル帝国、インドのナガ帝国、マヤ帝国、アマゾンのカラ帝国などの植民地を持っていたと、まるで見てきたように詳細に語った。
存在時期
今から約1万2千年前
世間の認識
「現存する以外に、大陸規模の陸地があった」とする説には否定的である。
近年の地質学的知見を元に、以下のような場所・存在とする意見もある。
- 氷期に陸地として存在した、東南アジアのスンダランド。
- オーストラリア大陸とニューギニア島などを合わせたサフールランド。
- 東シナ海や琉球古陸などの、現在の大陸棚に存在した。

### メガラニカ
所在
南極を中心とした南半球の大部分。
出典
古代ギリシア。世界が球体である（地球）とすると、当時の知見から考えて、大地が北半球に集中し南半球は海洋ばかりになってしまって、バランスが悪い。南半球にも巨大な大陸が存在すると仮定すれば、地球のバランスが取れるとして考え出された。
- 別名、未知の南方大陸（羅: Terra Australis Incognita, 後のオーストラリアの語源）。

存在時期
現在。「滅びた大陸」ではなく、「発見されていない」とされた大陸。
- なお、南極には実際に南極大陸が存在するが、伝説とは関係なく、偶然。

世間の認識
アフリカ以南・南米以南まで探検が行われるようになる大航海時代まで実在説は存続し、オーストラリア大陸の北側が発見された当初はメガラニカの一部であるとされたほどである。日本にも架空の「墨瓦臘泥加」が書き込まれた世界地図がいくつか残っている。その後、オーストラリア大陸が南極まで及んでいない事が分かると、メガラニカの存在は否定され、地図からも消された。さらに後に南極大陸が発見されることになる。
南極大陸の存在を知っている現代人の知識からすると、「南極大陸が古代より知られていた」ように見えるため、メガラニカの実在否定から南極大陸発見まで一時的に世界地図から「南極大陸が消えている」ように見えることから、「南極大陸の知識が一時期封印された」といったような陰謀論を唱える者がいる。しかし、オーストラリア大陸がメガラニカの一部であると考えられていた事実から分かるように、メガラニカは南極大陸よりはるかに巨大な大陸を想定していたのであり（北半球との「バランス」をとるにはアフロ・ユーラシア大陸に匹敵する規模でなければならない）、南極大陸の存在はむしろ偶然である。
また、1929年にトルコで発見された羊皮紙によるピーリー・レイースの地図には、南極大陸らしき大陸が載せられているが、出典時期としては疑問視されている。この大陸が、メガラニカであるという証拠はどこにもなく、関連性も否定されている。

### レムリア大陸
所在
インド洋中央一帯
出典
もともとはレムール（キツネザル）などの、「インド洋に面した、かけ離れた地域の生物相に類似点が見られた」ことから推測された科学上の仮説だった。
後に、ヘレナ・P・ブラヴァツキーなどのオカルティストたちによって、様々な伝説が付加された。ブラヴァツキーは、アメリカ西海岸の先住民の古い記録にレムリアに関する文章があったとし、この大陸は太平洋にあったのではないかと考え、ルドルフ・シュタイナーもこれを引き継いで同様の主張をした。
存在時期
諸説あり
世間の認識
プレートテクトニクス理論により、インド洋を取り巻く陸地は、かつて一つの超大陸（ゴンドワナランド）であったと考えられるようになり、現存する以外の大陸規模の陸地があったとする説には否定的である。
むしろ、超大陸の存在は、伝説の背景となる仮説の時代背景とは異なるため、レムリア大陸と関連付けられる物は何もない。

## 科学的推論
伝説上の大陸の存在について科学的に可能性があるとすれば、海水準の上昇による大陸平野部の水没である。最終氷期が終了する際には大量の氷河が融解し、汎地球的に海水準が100m以上上昇した。（氷河性海水準変動）。これにより当時の沖積平野の大部分が海面下に水没し、現在の大陸棚となったと考えられるが、その時の記憶が、失われた伝説上の大陸として今日まで伝えられているとも考えられる。

## 白人優越主義・植民地支配との関係
ムー大陸の実在を唱えたジェームズ・チャーチワードなど、沈没大陸の実在を唱える偽史史家たちは多くの場合その大陸が全人類・全文明の発祥の地であり、支配者は白人で自分たちの先祖だったと主張していた。沈没大陸の偽史は白人優越主義や自民族至上主義を正当化し、かつて全世界を支配していたと証明することで植民地支配の正しさを主張するために作られたと考えられている。